# Concord (Nou Hampshire)
|  | Aquest article tracta sobre la ciutat estatunidenca. Vegeu-ne altres significats a «Concorde». |

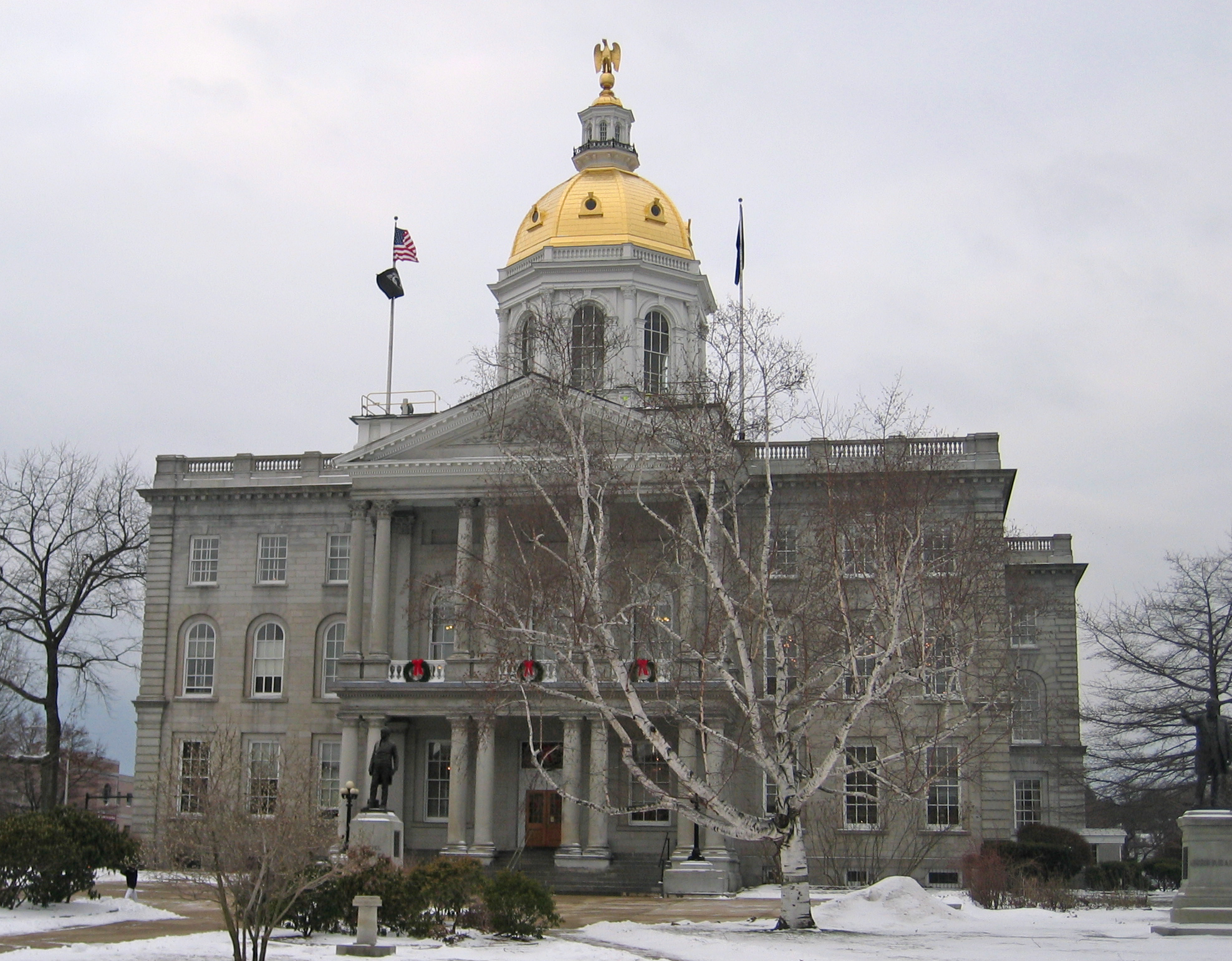
Seu de l'estat de Nou Hampshire a Concord, 1994. L'edifici fou projectat per Stuart J. Park i construït entre 1816 i 1819.

Concord és la capital de l'estat de Nou Hampshire i seu del comtat de Merrimack als Estats Units. La població estimada l'any 2022 era de 44.503 habitants. El terme municipal inclou els suburbis de Penacook, East Concord i West Concord.

## Història
L'actual àrea de Concord fou inicialment poblada per nadius nord-americans que pertanyien als Pennacooks, una confederació de tribus àlgiques.
El 1659 s'establí el primer assentament a l'actual àrea de Concord sota el nom de Penacock per la paraula Abenkai Pannukog que al seu torn significa «lloc tort o revolt del riu».
Anys més tard, el 1725 un grup d'un centenar d'homes sota Ebenezer Eastman, demanaren al rei Jordi II una concessió de 7 milles quadrades a la vora del riu Merrimack a fi d'estendre les àrees habitables de les colònies.
El 1733 la comunitat fou incorporada sota el nom de Rumford tot i que canvià el nom al 1765 per l'actual Concord.
L'any 1808 la ciutat esdevingué la capital de Nou Hampshire i la construcció de la Casa de l'Estat començà el 1816.